# Giro del Delfinato 2017
Il Giro del Delfinato 2017, sessantanovesima edizione della corsa e valido come ventitreesima prova dell'UCI World Tour 2017, si svolse dal 4 all'11 giugno 2017 su un percorso complessivo di 1 155 km suddivisi in 8 tappe, con partenza da Saint-Étienne e arrivo a Plateau de Solaison, in Francia. La vittoria finale fu appannaggio del danese Jakob Fuglsang, il quale si impose in 29h05'54", alla media di 39,693 km/h, davanti all'australiano Richie Porte e all'irlandese Daniel Martin.

## Squadre e corridori partecipanti
Al Criterium partecipano 22 squadre composte da 8 corridori, per un totale di 176 al via. Alle 18 squadre con licenza World Tour (partecipanti di diritto) si aggiungono 4 squadre Professional Continental invitate dall'organizzazione: Wanty-Groupe Gobert, Cofidis, Delko-Marseille Provence-KTM e Direct Énergie.
| N.      | Cod. | Squadra             |
| ------- | ---- | ------------------- |
| 1-8     | SKY  | Team Sky            |
| 11-18   | ALM  | AG2R La Mondiale    |
| 21-28   | QST  | Quick-Step Floors   |
| 31-38   | BMC  | BMC Racing Team     |
| 41-48   | TFS  | Trek-Segafredo      |
| 51-58   | MOV  | Movistar Team       |
| 61-68   | ORS  | Orica-Scott         |
| 71-78   | AST  | Astana Pro Team     |
| 81-88   | TLJ  | Team Lotto NL-Jumbo |
| 91-98   | COF  | Cofidis             |
| 101-108 | LTS  | Lotto-Soudal        |

| N.      | Cod. | Squadra                         |
| ------- | ---- | ------------------------------- |
| 111-118 | FDJ  | FDJ                             |
| 121-128 | KAT  | Team Katusha-Alpecin            |
| 131-138 | SUN  | Team Sunweb                     |
| 141-148 | TBM  | Bahrain-Merida Pro Cycling Team |
| 151-158 | CDT  | Cannondale-Drapac               |
| 161-168 | DEN  | Direct Énergie                  |
| 171-178 | DDD  | Team Dimension Data             |
| 181-188 | UAD  | UAE Team Emirates               |
| 191-198 | BOH  | Bora-Hansgrohe                  |
| 201-208 | WGG  | Wanty-Groupe Gobert             |
| 211-218 | DMP  | Delko-Marseille Provence-KTM    |

## Tappe
| Tappa  | Data      | Percorso                                                | km    | Vincitore di tappa | Leader cl. generale |
| ------ | --------- | ------------------------------------------------------- | ----- | ------------------ | ------------------- |
| 1ª     | 4 giugno  | Saint-Étienne > Saint-Étienne                           | 170,5 | Thomas De Gendt    | Thomas De Gendt     |
| 2ª     | 5 giugno  | Saint-Chamond > Arlanc                                  | 171   | Arnaud Démare      | Thomas De Gendt     |
| 3ª     | 6 giugno  | Le Chambon-sur-Lignon > Tullins                         | 184   | Koen Bouwman       | Thomas De Gendt     |
| 4ª     | 7 giugno  | La Tour-du-Pin > Bourgoin-Jallieu (cron. individuale)   | 23,5  | Richie Porte       | Thomas De Gendt     |
| 5ª     | 8 giugno  | La Tour-de-Salvagny > Mâcon                             | 175,5 | Phil Bauhaus       | Thomas De Gendt     |
| 6ª     | 9 giugno  | Parc des Oiseaux/Villars-les-Dombes > La Motte-Servolex | 147,5 | Jakob Fuglsang     | Richie Porte        |
| 7ª     | 10 giugno | Aoste > Alpe d'Huez                                     | 168   | Peter Kennaugh     | Richie Porte        |
| 8ª     | 11 giugno | Albertville > Plateau de Solaison                       | 115   | Jakob Fuglsang     | Jakob Fuglsang      |
| Totale | Totale    | Totale                                                  | 1 155 |                    |                     |

## Dettagli delle tappe

### 1ª tappa
- 4 giugno: Saint-Étienne > Saint-Étienne – 170,5 km

Risultati
| Pos. | Corridore       | Squadra      | Tempo    |
| ---- | --------------- | ------------ | -------- |
| 1    | Thomas De Gendt | Lotto-Soudal | 4h17'04" |
| 2    | Axel Domont     | AG2R         | a 44"    |
| 3    | Diego Ulissi    | UAE          | a 57"    |

| Pos. | Corridore       | Squadra      | Tempo    |
| ---- | --------------- | ------------ | -------- |
| 1    | Thomas De Gendt | Lotto-Soudal | 4h16'54" |
| 2    | Axel Domont     | AG2R         | a 48"    |
| 3    | Diego Ulissi    | UAE          | a 1'03"  |

### 2ª tappa
- 5 giugno: Saint-Chamond > Arlanc – 171 km

Risultati
| Pos. | Corridore          | Squadra | Tempo    |
| ---- | ------------------ | ------- | -------- |
| 1    | Arnaud Démare      | FDJ     | 4h13'53" |
| 2    | Alexander Kristoff | Katusha | s.t.     |
| 3    | Nacer Bouhanni     | Cofidis | s.t.     |

| Pos. | Corridore       | Squadra      | Tempo    |
| ---- | --------------- | ------------ | -------- |
| 1    | Thomas De Gendt | Lotto-Soudal | 8h30'47" |
| 2    | Axel Domont     | AG2R         | a 48"    |
| 3    | Diego Ulissi    | UAE          | a 1'03"  |

### 3ª tappa
- 6 giugno: Le Chambon-sur-Lignon > Tullins – 184 km

Risultati
| Pos. | Corridore           | Squadra  | Tempo    |
| ---- | ------------------- | -------- | -------- |
| 1    | Koen Bouwman        | Lotto NL | 4h06'06" |
| 2    | Evaldas Šiškevičius | Delko    | s.t.     |
| 3    | Frederik Backaert   | Wanty    | s.t.     |

| Pos. | Corridore       | Squadra | Tempo     |
| ---- | --------------- | ------- | --------- |
| 1    | Thomas De Gendt | Lotto   | 12h37'04" |
| 2    | Axel Domont     | AG2R    | a 48"     |
| 3    | Diego Ulissi    | UAE     | a 1'03"   |

### 4ª tappa
- 7 giugno: La Tour-du-Pin > Bourgoin-Jallieu – Cronometro individuale – 23,5 km

Risultati
| Pos. | Corridore          | Squadra  | Tempo  |
| ---- | ------------------ | -------- | ------ |
| 1    | Richie Porte       | BMC      | 28'07" |
| 2    | Tony Martin        | Katusha  | a 12"  |
| 3    | Alejandro Valverde | Movistar | a 24"  |

| Pos. | Corridore          | Squadra  | Tempo     |
| ---- | ------------------ | -------- | --------- |
| 1    | Thomas De Gendt    | Lotto    | 13h05'53" |
| 2    | Richie Porte       | BMC      | a 27"     |
| 3    | Alejandro Valverde | Movistar | a 51"     |

### 5ª tappa
- 8 giugno: La Tour-de-Salvagny > Mâcon – 175,5 km

Risultati
| Pos. | Corridore     | Squadra | Tempo    |
| ---- | ------------- | ------- | -------- |
| 1    | Phil Bauhaus  | Sunweb  | 4h04'32" |
| 2    | Arnaud Démare | FDJ     | s.t.     |
| 3    | Bryan Coquard | Direct  | s.t.     |

| Pos. | Corridore          | Squadra  | Tempo     |
| ---- | ------------------ | -------- | --------- |
| 1    | Thomas De Gendt    | Lotto    | 17h10'25" |
| 2    | Richie Porte       | BMC      | a 27"     |
| 3    | Alejandro Valverde | Movistar | a 51"     |

### 6ª tappa
- 9 giugno: Parc des Oiseaux/Villars-les-Dombes > La Motte-Servolex – 147,5 km

Risultati
| Pos. | Corridore      | Squadra | Tempo    |
| ---- | -------------- | ------- | -------- |
| 1    | Jakob Fuglsang | Astana  | 3h41'48" |
| 2    | Richie Porte   | BMC     | s.t.     |
| 3    | Chris Froome   | Sky     | s.t.     |

| Pos. | Corridore      | Squadra | Tempo     |
| ---- | -------------- | ------- | --------- |
| 1    | Richie Porte   | BMC     | 20h52'34" |
| 2    | Chris Froome   | Sky     | a 39"     |
| 3    | Jakob Fuglsang | Astana  | a 1'15"   |

### 7ª tappa
- 10 giugno: Aoste > Alpe d'Huez – 168 km

Risultati
| Pos. | Corridore      | Squadra  | Tempo    |
| ---- | -------------- | -------- | -------- |
| 1    | Peter Kennaugh | Sky      | 4h43'59" |
| 2    | Ben Swift      | UAE      | a 11"    |
| 3    | Jesús Herrada  | Movistar | a 1'11"  |

| Pos. | Corridore      | Squadra | Tempo     |
| ---- | -------------- | ------- | --------- |
| 1    | Richie Porte   | BMC     | 25h38'29" |
| 2    | Chris Froome   | Sky     | a 1'02"   |
| 3    | Jakob Fuglsang | Astana  | a 1'15"   |

### 8ª tappa
- 11 giugno: Albertville > Plateau de Solaison – 168 km

Risultati
| Pos. | Corridore      | Squadra    | Tempo    |
| ---- | -------------- | ---------- | -------- |
| 1    | Jakob Fuglsang | Astana     | 3h26'20" |
| 2    | Daniel Martin  | Quick-Step | a 12"    |
| 3    | Louis Meintjes | UAE        | a 27"    |

| Pos. | Corridore      | Squadra    | Tempo     |
| ---- | -------------- | ---------- | --------- |
| 1    | Jakob Fuglsang | Astana     | 29h05'54" |
| 2    | Richie Porte   | BMC        | a 10"     |
| 3    | Daniel Martin  | Quick-Step | a 1'32"   |

## Evoluzione delle classifiche
| Tappa              | Vincitore          | Classifica generale Maglia gialla | Classifica a punti Maglia verde | Classifica scalatori Maglia rossa a pois | Classifica giovani Maglia bianca | Classifica a squadre |
| ------------------ | ------------------ | --------------------------------- | ------------------------------- | ---------------------------------------- | -------------------------------- | -------------------- |
| 1ª                 | Thomas De Gendt    | Thomas De Gendt                   | Thomas De Gendt                 | Thomas De Gendt                          | Pierre-Roger Latour              | Lotto-Soudal         |
| 2ª                 | Arnaud Démare      | Thomas De Gendt                   | Sonny Colbrelli                 | Thomas De Gendt                          | Pierre-Roger Latour              | Lotto-Soudal         |
| 3ª                 | Koen Bouwman       | Thomas De Gendt                   | Arnaud Démare                   | Thomas De Gendt                          | Pierre-Roger Latour              | Lotto-Soudal         |
| 4ª                 | Richie Porte       | Thomas De Gendt                   | Arnaud Démare                   | Thomas De Gendt                          | Sam Oomen                        | Movistar Team        |
| 5ª                 | Phil Bauhaus       | Thomas De Gendt                   | Arnaud Démare                   | Koen Bouwman                             | Sam Oomen                        | Movistar Team        |
| 6ª                 | Jakob Fuglsang     | Richie Porte                      | Arnaud Démare                   | Koen Bouwman                             | Emanuel Buchmann                 | AG2R La Mondiale     |
| 7ª                 | Peter Kennaugh     | Richie Porte                      | Arnaud Démare                   | Koen Bouwman                             | Emanuel Buchmann                 | AG2R La Mondiale     |
| 8ª                 | Jakob Fuglsang     | Jakob Fuglsang                    | Arnaud Démare                   | Koen Bouwman                             | Emanuel Buchmann                 | AG2R La Mondiale     |
| Classifiche finali | Classifiche finali | Jakob Fuglsang                    | Arnaud Démare                   | Koen Bouwman                             | Emanuel Buchmann                 | AG2R La Mondiale     |

## Classifiche finali

### Classifica generale - Maglia gialla
| Pos. | Corridore          | Squadra    | Tempo     |
| ---- | ------------------ | ---------- | --------- |
| 1    | Jakob Fuglsang     | Astana     | 29h05'54" |
| 2    | Richie Porte       | BMC        | a 10"     |
| 3    | Daniel Martin      | Quick-Step | a 1'32"   |
| 4    | Chris Froome       | Sky        | a 1'33"   |
| 5    | Fabio Aru          | Astana     | a 1'37"   |
| 6    | Romain Bardet      | AG2R       | a 2'04"   |
| 7    | Emanuel Buchmann   | Bora       | a 2'32"   |
| 8    | Louis Meintjes     | UAE        | a 3'12"   |
| 9    | Alejandro Valverde | Movistar   | a 4'08"   |
| 10   | Rafael Valls       | Lotto      | a 4'40"   |

### Classifica a punti - Maglia verde
| Pos. | Corridore      | Squadra | Punti |
| ---- | -------------- | ------- | ----- |
| 1    | Arnaud Démare  | FDJ     | 59    |
| 2    | Phil Bauhaus   | Sunweb  | 47    |
| 3    | Richie Porte   | BMC     | 36    |
| 4    | Jakob Fuglsang | Astana  | 34    |
| 5    | Ben Swift      | UAE     | 32    |

### Classifica scalatori - Maglia rossa a pois
| Pos. | Corridore      | Squadra    | Punti |
| ---- | -------------- | ---------- | ----- |
| 1    | Koen Bouwman   | Lotto NL   | 44    |
| 2    | Fabio Aru      | Astana     | 29    |
| 3    | Ben Swift      | UAE        | 29    |
| 4    | Jakob Fuglsang | Astana     | 26    |
| 5    | Daniel Martin  | Quick-Step | 24    |

### Classifica giovani - Maglia bianca
| Pos. | Corridore        | Squadra | Tempo     |
| ---- | ---------------- | ------- | --------- |
| 1    | Emanuel Buchmann | Bora    | 29h08'26" |
| 2    | Louis Meintjes   | UAE     | a 40"     |
| 3    | Tiesj Benoot     | Lotto   | a 5'31"   |
| 4    | Simon Yates      | Orica   | a 6'30"   |
| 5    | Sam Oomen        | Sunweb  | a 6'31"   |

### Classifica a squadre - Numero giallo
| Pos. | Squadra          | Tempo     |
| ---- | ---------------- | --------- |
| 1    | AG2R La Mondiale | 87h44'22" |
| 2    | Lotto-Soudal     | a 7'27"   |
| 3    | Astana Pro Team  | a 8'36"   |
| 4    | Trek-Segafredo   | a 9'39"   |
| 5    | Orica-Scott      | a 19'11"  |